# Ludwig Kiepert
Friedrich Wilhelm August Ludwig Kiepert, plus connu sous le nom de Ludwig Kiepert, né le 6 octobre 1846 à Breslau (Province de Basse-Silésie) et mort le 5 septembre 1934 à Hanovre, et un mathématicien allemand et professeur d'université.

## Biographie
Son père Ludwig Kiepert (1811-1847) était pasteur à Breslau. Il est décédé un an après la naissance de son fils Ludwig, qui a grandi sans frères et sœurs. Sa mère était Wilhelmine Friederike Müller (1814-1886), la fille d'un pasteur. À partir de 1856, Ludwig fréquente le Maria-Magdalenen-Gymnasium de Breslau, qu'il quitte en 1865 avec son diplôme de fin d'études. Dans la même année, il a commencé à étudier les mathématiques à l'université de Breslau. Après avoir déménagé à l'université Humboldt de Berlin, c'est surtout Karl Weierstrass qui a eu une forte influence sur lui et sous la direction duquel Kiepert a soutenu sa thèse en 1870. À l'âge de 29 ans, il épouse Anna Betz, avec qui il aura deux enfants. Sa maison, construite au coin de Herrenhäuser Kirchweg et Rühlmannstraße en 1898, était la première de nombreux professeurs qui plus tard ont également construit dans la région.

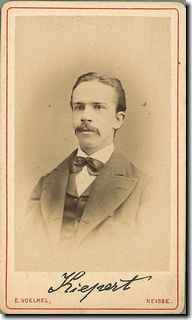
Ludwig Kiepert

En 1871, grâce à l'intervention de Weierstrass, Kiepert reçoit une charge de professeur privé à l'université de Fribourg. Un an plus tard, il y devient professeur agrégé. En 1877, Kiepert va à l'université de technologie de Darmstadt pendant deux ans en tant que professeur titulaire de mathématiques. En 1879, il devient professeur titulaire de mathématiques supérieures à l'université technique de Hanovre, où il occupe également le poste de recteur de 1901 à 1904.
En 1890, Ludwig Kiepert, avec Rudolf Sturm, est l'un des membres fondateurs de l'Association mathématique allemande (DMV). À partir de 1893, Kiepert est également le directeur mathématique de l'Association de la fonction publique prussienne . Il a apporté une contribution particulière au domaine de l'assurance. C'est grâce à lui que les mathématiques sont devenues un élément déterminant de l'assurance.
En 1895, avec son ami Felix Klein, il fonde le premier institut en Allemagne à l'université Georg-August de Göttingen, où tous les domaines de l'assurance sont enseignés : mathématiques de l'assurance, droit des assurances et économie des assurances. En plus d'un grand nombre de publications spécialisées, Kiepert a également écrit de nombreux manuels sur le calcul différentiel et le calcul intégral, qui ont été utilisés dans les universités pendant des décennies[réf. souhaitée]. Il est resté à Hanovre jusqu'à sa retraite (1921), mais a continué à travailler dans la science. Des appellations telles que la parabole de Kiepert ou l'hyperbole de Kiepert, qu'il avait déjà découvertes lors de ses années d'études à Berlin, restent associées à son nom.
Kiepert a pris sa retraite le 1er avril 1921, mais a ensuite donné quelques conférences supplémentaires. Il meurt en 1934 à l'âge de 88 ans.
Un portrait de Kiepert à l'huile se trouve dans les archives de l'Université de Hanovre.

## Famille
En 1875, il épouse Anna Betz (1857-1941), la fille du colonel Ludwig Emil Betz (1828-1895). Le couple a eu un fils et une fille. Son fils Max (1879-1963) est devenu président de district et Ministerialrat.

## Récompenses et adhésions
- 1902 : Membre de la Leopoldina (matricule n° 3149)
- 1916 : Doctorat honorifique de l'Université technique de Braunschweig
- 1916 : président de l'Association allemande des mathématiciens.
- 1926 : Citoyen d'honneur du TH Hanovre
- 1926 : Sénateur honoraire du TH Darmstadt

## Travaux (sélection)
- Tabelle der wichtigsten Formeln aus der Differential-Rechnung (Table des formules les plus importantes du calcul différentiel), nombreuses éditions
- Grundriss der Differential- und Integral-Rechnung (Esquisse du calcul différentiel et intégral), Helwing, Hanovre, 2 volumes, nombreuses éditions
- Grundriss der Integral-Rechnung (Esquisse du calcul intégral), 2 volumes, nombreuses éditions
- Grundriss der Differential-Rechnung (Esquisse du calcul différentiel), nombreuses éditions

## Sources
- Paul Trommsdorff, Der Lehrkörper der Technischen Hochschule Hannover 1831–1931. Université technique de Hanovre, Hanovre 1931, page 6f.
- (de) Otto Volk, « Kiepert. Ludwig », dans Neue Deutsche Biographie (NDB), vol. 11, Berlin, Duncker & Humblot, 1977, p. 594–595 (original numérisé).